# Aigrefeuille-sur-Maine
 Aigrefeuille-sur-Maine  es una población y comuna francesa, en la región de Países del Loira, departamento de Loira Atlántico, en el distrito de Nantes y cantón de Aigrefeuille-sur-Maine.

## Demografía
| 1076 | 1280 | 1489 | 1829 | 1987 | 2151 |
| Para los censos de 1962 a 1999 la población legal corresponde a la población sin duplicidades (Fuente: INSEE [Consultar]) |      |      |      |      |      |